# Pater familias
Pater familias és un locució llatina que significa pare de família. El pater familias  era l'home més gran amb el màxim de poder a la llar romana. En morfologia de llatí familias és un exemple de genitiu arcaïc, la forma clàssica és familiae.

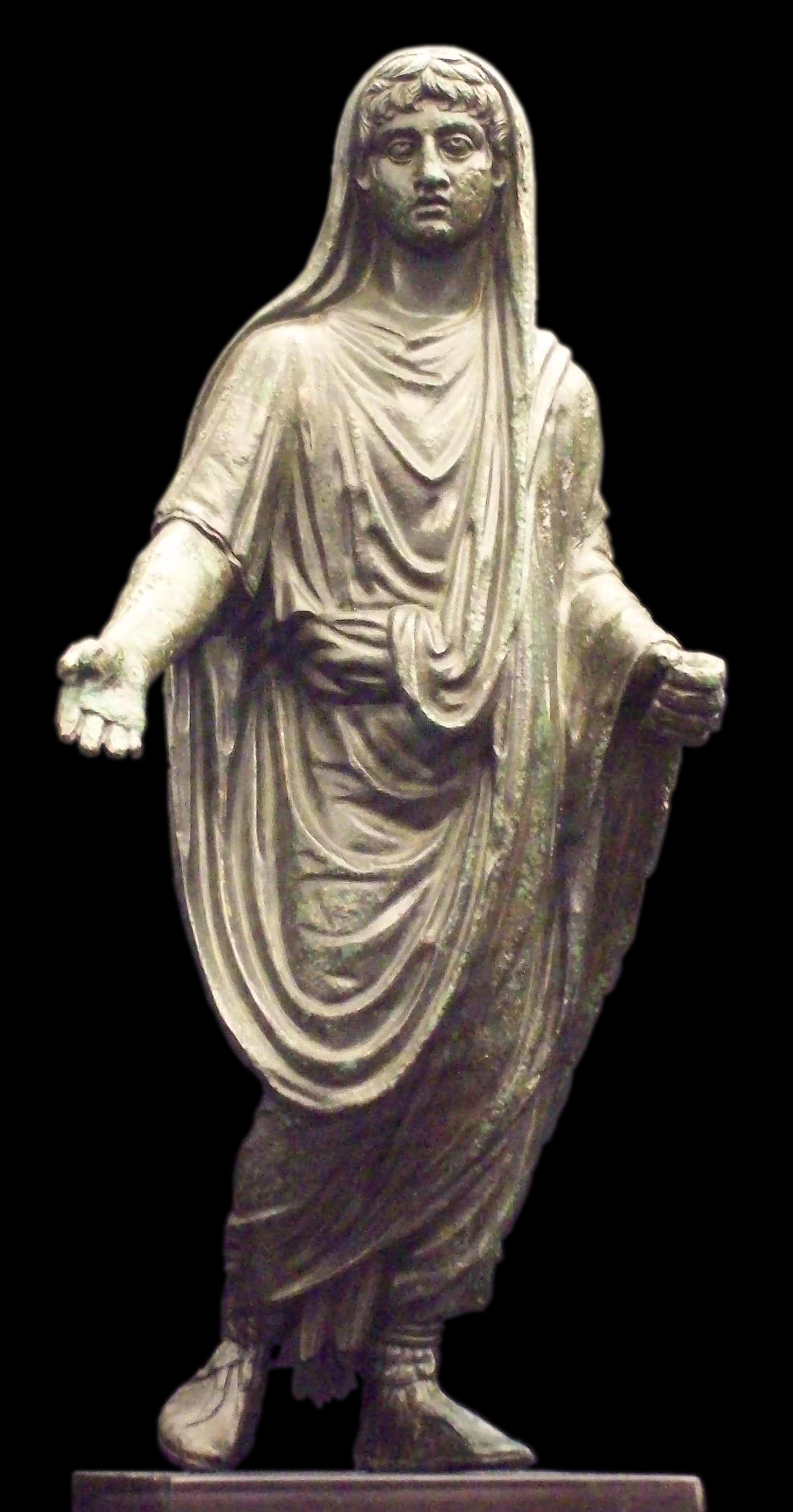
Geni romà trobat a A Ponte Puñide (O Pino, Galícia) representat com un paterfamilias

## Poders delpater familias
El poder del pater familias era anomenat patria potestas (en català: pàtria potestat"). La potestas (potestat o poder) és diferent de l'auctoritas, que també és tinguda pel pater. Segons la Llei de les XII Taules, tenia vitae necisque potestas (poder de vida o mort) sobre tota la gent que vivia sobre el seu teulat: fills, dona, esclaus i tots els quals es deia que estaven sub manu, sota la seva mà. Això trencava amb el matriarcat tradicional.
Perquè un esclau es convertís en un ciutadà lliure, havia de ser alliberat «fora de la mà» pel pater familias, d'aquí els termes manumissió i emancipació. Per llei, en qualsevol circumstància, la seva paraula era absoluta i final. Si un fill no era volgut, sota la llei de la República Romana tenia el poder o potestat per ordenar la mort del nen per exposició.
Tenia el dret de vida i mort sobre els seus fills, i amb més raó la facultat d'imposar càstigs corporals; podia modificar a voluntat la seva condició personal; donar esposa al fill, cedir en matrimoni la neta; pronunciar el divorci dels seus fills, d'un o altre sexe; fer-los passar a una altra família en adopció; podia, fins i tot, vendre’ls. La llei romana preveia, però, que si un fill era venut com un esclau tres vegades, deixava d'estar subjecte a la pàtria potestas.
Només hi havia un home que exercia l'ofici dins d'una llar. Àdhuc els fills adults romanien sota l'autoritat del pare i no podien adquirir els drets de pater familias mentre que aquest encara vivia; almenys en teoria legal, tota la seva propietat era adquirida al seu compte, i tenia l'autoritat última per disposar-ne. La definició al dret romà segons la locució llatina sicut bonus pater familias definia el seu deure de diligència a la gestió de béns de manera de mantenir-los i transmetre'ls en bon estat al seu successor, com ho faria un bon pare de família. Amb el temps, la seva autoritat absoluta va debilitar-se.

## Déus pater familias (catolicisme)
Com que l'església catòlica, després de la seva legalització sobre Constantí el Gran va fer seu quasi tot el dret romà paternalista, va caldre segles per tornar a adquirir el dret de l'individu i d'emancipar les dones. En adoptar quasi tot el sistema administratiu i els conceptes romans, en l'església catòlica romana, Déu va reprendre l'estatut patriarcal com l'últim pater familias amb poder absolut, com s'il·lustra entre altres en l'himne medieval Dum Pater Familias.